# Slaboproud
Slaboproud, slaboproudá elektrotechnika je termín pro tu část elektrotechniky, která se zabývá nízkovýkonovou technikou a ne především elektrickým napájením. Elektřina je u ní prostředkem přenosu a zpracování signálu, informací, např. optických nebo zvukových (počítače, rozhlas, televize, zvukotechnika). Zahrnuje zejména techniku
- sdělovací,
- řídicí,
- výpočetní a
- zabezpečovací.

Naopak silnoproud čili silnoproudá elektrotechnika je technika pro napájení elektřinou, tj. výroba (generátory), přeměna (transformátory, měniče apod.), rozvod (energetická vedení), ale i výkonové užití (pohony, vytápění, osvětlení) elektrické energie (elektřiny).
Jiná rozdělení elektrotechniky (bez ohledu na slaboproud a silnoproud) jsou podle napětí: malé, nízké, vysoké a velmi vysoké napětí.